# إذاعة وهران
إذاعة وهران أو إذاعة الباهية هي إذاعة محلية بولاية وهران الجزائرية تبث برامجها باللغة العربية واللغة الفرنسية على موجة أف أم 92.10.

## تاريخ
إذاعة وهران الجهوية فتحت أبوابها ذات ال26 جانفي 1995 أدارها كل من السيد: عبد المجيد أمير ثم السيد: مراد سنوسي، بن يعقوب ثم السيد: فيصل حفاف ويشرف عليها حاليا السيد: عبد الرحمان شيخاوي.

## الأقسام
تتكون إذاعة وهران من عدة أقسام: قسم الأخبار الذي يحمل اسم حسان غالمي والصحفي القدير الهاشمي حنطاز واستيديو البث وآخر للتسجيل ومكتبة للأغاني يحمل اسم الصايم الحاج بالإضافة إلى مكاتب الإدارة.

## البث
تبث إذاعة وهران برامجها على مدار 24 ساعة.تتنوع البرامج التي تقدمها من فنية إخبارية سياسية وترفيهية يعدها ويقدمها عدة منتجين ومنشطين من أبرزهم السيدة ابتسام ونصيرة مسري وكذا كريمة بلعيد هواري عسالي سامية شردوان ودليلة يوسفي ونصيرة غرناطي بدون أن ننسى المخرجين كل من فتحي الصايم وكريم مسعود دليلة بن زايد وفاطمة براهيمي وكذا التقنيين الذين يقومون بعمل جبار في عملية الإرسال والبث الإذاعي. من بين صحفيي إذاعة وهران: من أبرزهم وهيبة غالم وميمونة نغلي حورية أولاد بن سعيد، مريم بن عطة وليندة مدني مروان بوعبد الله مخطار مذكور و محمد توفيق بوخاتم وجعفر آيت حبوش الذي ينشط في القسم الرياضي بمعيى ة هواري حساني.

## وصلات خارجية
- قائمة الإذاعات المحلية بالجزائر
- استمع لإذاعة وهران الباهية
- شبكة الإذاعات الجهوية